# La Meignanne
La Meignanne és un municipi francès situat al departament de Maine i Loira i a la regió de País del Loira. L'any 2007 tenia 2.085 habitants.

## Demografia

### Població
El 2007 la població de fet de La Meignanne era de 2.085 persones. Hi havia 773 famílies de les quals 160 eren unipersonals (62 homes vivint sols i 98 dones vivint soles), 250 parelles sense fills, 320 parelles amb fills i 43 famílies monoparentals amb fills.
La població ha evolucionat segons el següent gràfic:
Habitants censats

### Habitatges
El 2007 hi havia 812 habitatges, 779 eren l'habitatge principal de la família, 10 eren segones residències i 23 estaven desocupats. 714 eren cases i 39 eren apartaments. Dels 779 habitatges principals, 562 estaven ocupats pels seus propietaris, 212 estaven llogats i ocupats pels llogaters i 5 estaven cedits a títol gratuït; 34 tenien una cambra, 56 en tenien dues, 63 en tenien tres, 119 en tenien quatre i 507 en tenien cinc o més. 632 habitatges disposaven pel capbaix d'una plaça de pàrquing. A 273 habitatges hi havia un automòbil i a 443 n'hi havia dos o més.

### Piràmide de població
La piràmide de població per edats i sexe el 2009 era:
| Homes | Edats   | Dones |
| ----- | ------- | ----- |
| 0     | 95 o +  | 4     |
| 8     | 90 a 94 | 4     |
| 4     | 85 a 89 | 36    |
| 12    | 80 a 84 | 8     |
| 4     | 75 a 79 | 32    |
| 16    | 70 a 74 | 16    |
| 16    | 65 a 69 | 20    |
| 40    | 60 a 64 | 36    |
| 48    | 55 a 59 | 44    |
| 76    | 50 a 54 | 60    |
| 60    | 45 a 49 | 80    |
| 80    | 40 a 44 | 100   |
| 84    | 35 a 39 | 84    |
| 72    | 30 a 34 | 76    |
| 64    | 25 a 29 | 56    |
| 80    | 20 a 24 | 56    |
| 72    | 15 a 19 | 88    |
| 136   | 10 a 14 | 88    |
| 84    | 5 a 9   | 68    |
| 88    | 0 a 4   | 52    |

## Economia
El 2007 la població en edat de treballar era de 1.401 persones, 1.045 eren actives i 356 eren inactives. De les 1.045 persones actives 976 estaven ocupades (507 homes i 469 dones) i 68 estaven aturades (32 homes i 36 dones). De les 356 persones inactives 147 estaven jubilades, 158 estaven estudiant i 51 estaven classificades com a «altres inactius».

### Ingressos
El 2009 a La Meignanne hi havia 803 unitats fiscals que integraven 2.208,5 persones, la mediana anual d'ingressos fiscals per persona era de 19.882 €.

### Activitats econòmiques
Dels 65 establiments que hi havia el 2007, 2 eren d'empreses alimentàries, 1 d'una empresa de fabricació de material elèctric, 2 d'empreses de fabricació d'altres productes industrials, 17 d'empreses de construcció, 7 d'empreses de comerç i reparació d'automòbils, 7 d'empreses de transport, 2 d'empreses d'hostatgeria i restauració, 1 d'una empresa d'informació i comunicació, 3 d'empreses financeres, 3 d'empreses immobiliàries, 9 d'empreses de serveis, 7 d'entitats de l'administració pública i 4 d'empreses classificades com a «altres activitats de serveis».
Dels 21 establiments de servei als particulars que hi havia el 2009, 1 era una oficina de correu, 2 tallers de reparació d'automòbils i de material agrícola, 2 paletes, 1 guixaire pintor, 4 fusteries, 4 lampisteries, 2 electricistes, 1 perruqueria, 2 restaurants, 1 agència immobiliària i 1 saló de bellesa.
Dels 4 establiments comercials que hi havia el 2009, 1 era una botiga de menys de 120 m², 2 fleques i 1 una floristeria.
L'any 2000 a La Meignanne hi havia 37 explotacions agrícoles que ocupaven un total de 1.600 hectàrees.

## Equipaments sanitaris i escolars
L'únic equipament sanitari que hi havia el 2009 era una farmàcia.
El 2009 hi havia 2 escoles elementals.

## Poblacions més properes
El següent diagrama mostra les poblacions més properes.